# Аниак (река)
Аниак (англ. Aniak River) — река в юго-западной части штата Аляска (США). Левый приток реки Кускокуим.
Берёт начало к югу от озера Аниак и течёт преимущественно в северном направлении. В верхней части бассейна расположены горы Кускокуим и Килбак; нижняя часть бассейна представлена равнинами. Впадает в реку Кускокуим к востоку от города Аниак. Длина реки составляет 153 км.
Река Аниак является хорошим местом для ловли лосося, арктического гольца, радужной форели и сибирского хариуса, а вблизи устья весной также щуки и нельмы.
Навигация по реке осложнена быстрым течением, многорукавностью и другими факторами.